# Farahs flygplats
Farahs flygplats (persiska: میدانٔ هوائئ فراه) är en flygplats i Afghanistan. Den ligger i provinsen Farah, i den västra delen av landet, 700 kilometer väster om huvudstaden Kabul. Flygplatsen ligger 674 meter över havet. Närmaste större samhälle är provinshuvudstaden Farah, fem kilometer åt väster.